# Energy Transition Campus Amsterdam

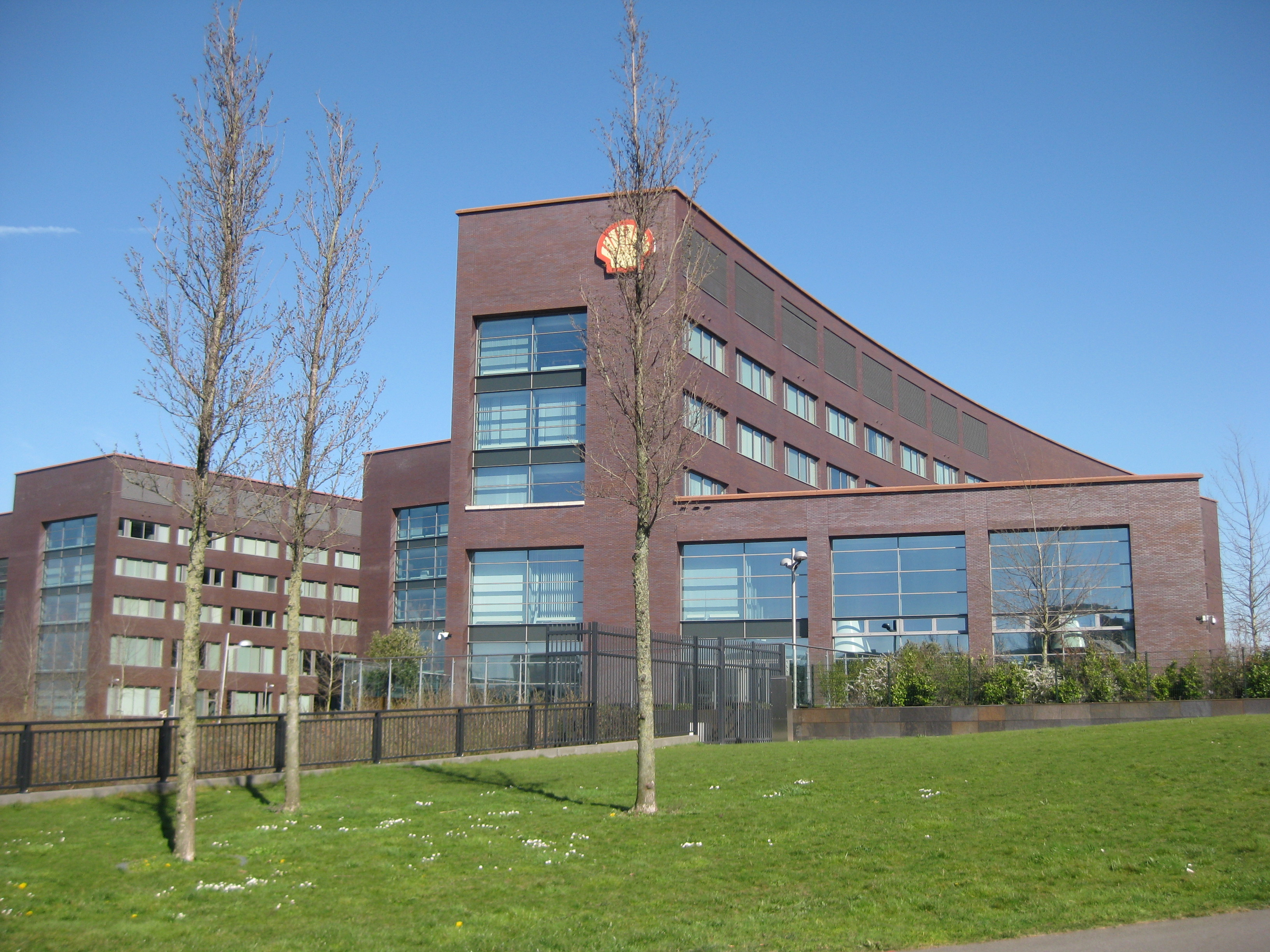
Energy Transition Campus Amsterdam

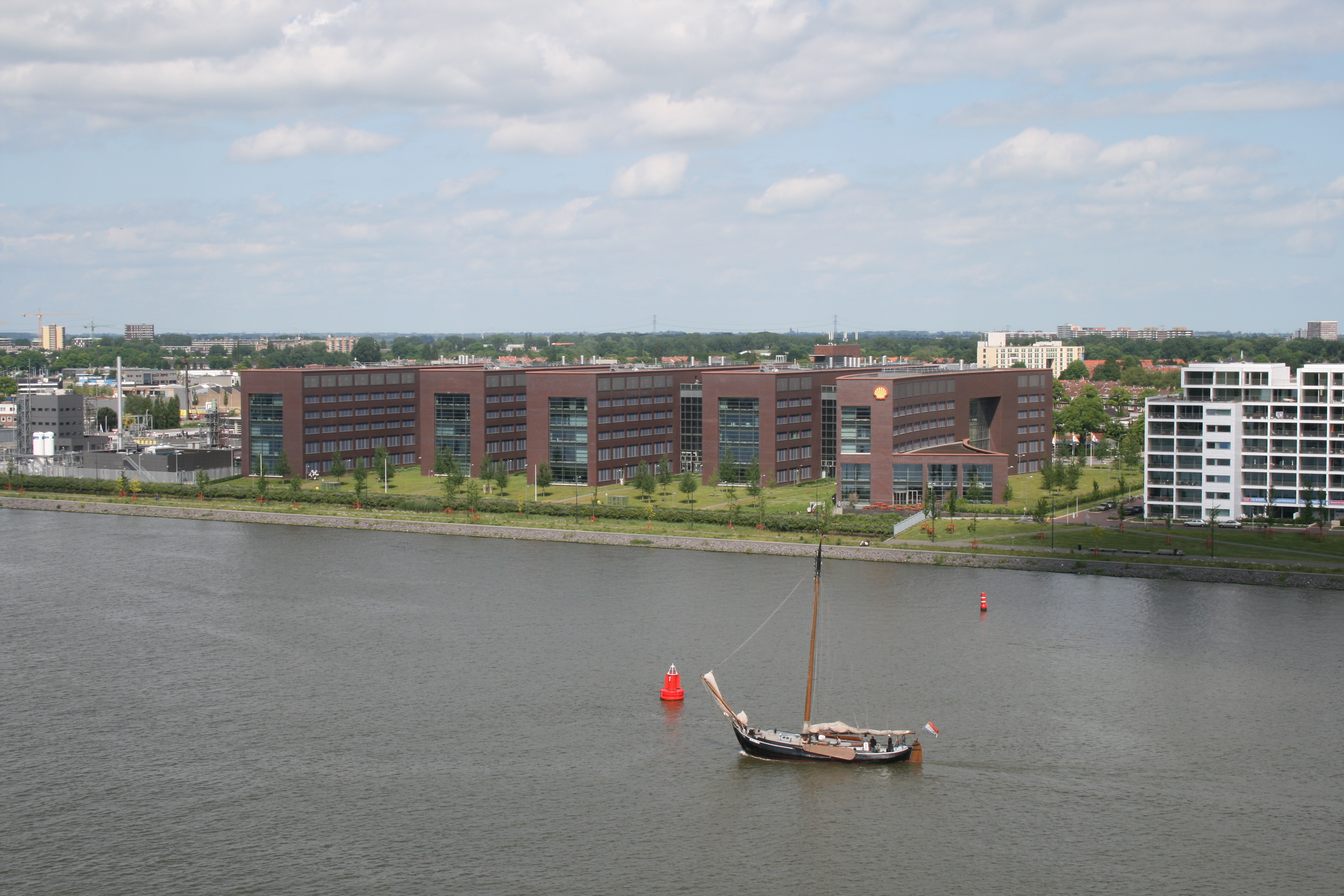

Energy Transition Campus Amsterdam (ETCA) is een van de drie grootste onderzoekscentra van Shell. De andere twee onderzoekscentra zijn gevestigd in Bangalore (India) en Houston (Verenigde Staten). Het gebouw bevindt zich in Amsterdam-Noord in de wijk Overhoeks, aan het IJ. Het gebouw is 80.000 m² groot en bestaat uit laboratoria, testhallen, werkplaatsen en kantoren. Sinds 2010 werken er ongeveer 1000 mensen.
Het onderzoeksbudget van ETCA bedraagt 1 miljoen dollar per dag. Samen met Philips en ASML behoort ETCA tot de top voor wat betreft private R&D uitgaven in Nederland. In 2013 bedroeg het totale R&D budget van Shell wereldwijd 1,3 miljard dollar.

## Geschiedenis
In 1914 werd het Laboratorium van de Bataafsche Petroleum Maatschappij Amsterdam (LBPMA) opgericht op het terrein van de Dordtsche Petroleum Maatschappij, een onderdeel van de Koninklijke Olie en de Shell Transport and Trading Company. Het lab begon met negen man in dienst, maar breidde door de jaren heen uit tot een terrein van 27 hectare met meer dan 40 gebouwen en maximaal ca. 2200 personeelsleden. Op 19 januari 1949 werd het laboratorium hernoemd tot Koninklijke/Shell Laboratorium Amsterdam (KSLA). In 1954 nam het KSLA als eerste Nederlandse bedrijf een elektronische computer in gebruik; de tweede computer in Nederland, na de ARRA I.
Van 2005 tot 2009 is op het terrein een nieuw onderzoekscentrum gebouwd, genaamd STCA en is het Shell-terrein teruggebracht tot 7 hectare. STCA is op 19 september 2009 door de toenmalige kroonprins Willem-Alexander geopend.
In 2021 kondigde Shell  aan haar onderzoeks- en ontwikkelingsfaciliteiten op de noordelijke oevers van het IJ in Amsterdam te openen voor start-ups, scale-ups, academici en bedrijven die werken aan de energietransitie. De naam van het gebouw werd omgedoopt tot Energy Transition Campus Amsterdam (ETCA) .

## Overhoeks-terrein
De gemeente Amsterdam heeft voor 141 miljoen euro 20 van de 27 hectare van het Shell-terrein gekocht. Op het zogenoemde Groot Laboratorium, de Toren Overhoeks, het Poortgebouw, het bedrijfsrestaurant, het gebouw van de medische dienst en restaurant Tolhuis na, zijn alle oude Shell-gebouwen gesloopt. Op het terrein is de wijk Overhoeks ontwikkeld. Het Groot Lab is getransformeerd tot creatieve broedplaats voor mediatechnologie, het A-lab. De Overhoekstoren is gekocht door dance-bedrijf ID&T en is omgebouwd tot een mix van hotel, kantoor en uitgaanscentrum.

## Beroemde onderzoekers
- Jacques Benders
- Frits Böttcher
- J.J van Deemter, bekend van Van Deemtervergelijking[12]
- Pieter Willem Kasteleyn[13]
- A.I.M. Keulemans[14]
- J.E.F. Kok[15]
- H.W. Kouwenhoven[16]
- Hans Kramers[16]
- W.C. de Leeuw[17]
- Eduard Louis Mackor[18]
- Luitzen Johannes Oosterhoff
- H.J. Rijks[19]
- George Schuit[20]
- Swan Tiong Sie[21][22]
- Joan Henri van der Waals

## Kunstonderzoek
Als onderdeel van een programma waarin Shell samenwerkt met musea zijn STCA-onderzoekers sinds 2005 betrokken bij kunstonderzoek van het Van Gogh Museum. Gebruikmakend van optische microscopie, infraroodreflectografie en nanotechnieken – die in STCA voorhanden zijn – leverden de onderzoekers een bijdrage aan het technisch-wetenschappelijke onderzoek naar de schilderijen van Vincent van Gogh en konden de onderste lagen van de werken van de schilder worden bestudeerd. De resultaten van het onderzoek werden verwerkt in verschillende tentoonstellingen, wetenschappelijke publicaties en in de collectiecatalogus van het Van Gogh Museum.
Het feit dat Vincent van Gogh geen impulsieve schilder was, maar grondige voorbereidingen deed voor zijn werken, is een van de uitkomsten van dit onderzoek. Zo werd ontdekt dat Van Gogh mengsels van vijf soorten wit gebruikte, waaronder bariet. Dit gebruikte hij in verschillende samenstellingen. Onderzoekers denken dat hij dit deed om de zuigende werking van olie te bestuderen.
In 2012 kondigde Shell een samenwerking aan met het Mauritshuis in Den Haag. Een onderdeel van de samenwerking is de ter beschikking stelling van onderzoekers en onderzoeksfaciliteiten in STCA om inzicht te krijgen in schilderingen van Venetiaans kunstenaar Giovanni Antonio Pellegrini, die in het Mauritshuis te bezichtigen zijn. Door de samenwerking is verder inzicht verkregen in de verftechnieken en gebruikte materialen, en konden de restauratoren van het museum de schilderingen in goede staat te restaureren.